# 포리스트 론 메모리얼 파크 (글렌데일)
포리스트 론 메모리얼 파크(영어: Forest Lawn Memorial Park)는 미국 캘리포니아주 글렌데일에 있는 공동 묘지이다.

## 역사
1906년 샌프란시스코 출신의 사업가들이 비영리 목적으로 설립하였다.